# ۶۲۶ (خورشیدی)
۶۲۶ ششصد و بیست و ششمین سال هجری خورشیدی است.